# František Havránek
František Havránek (ur. 11 lipca 1923 w Bratysławie, zm. 26 marca 2011) – czeski piłkarz i trener piłkarski. Jako piłkarz, występował w kilku klubach niższych klas rozgrywkowych w Czechosłowacji, bez większych sukcesów. Po zakończeniu kariery jako piłkarz podjął pracę trenera. Prowadził FC Hradec Králové, Slavię Praga i Zbrojovkę Brno w lidze czechosłowackiej, w lidze cypryjskiej EPA Larnaka i AEL Limassol, a w lidze polskiej Ruch Chorzów. Z zespołem EPA Larnaca w 1970 roku wywalczył tytuł mistrza Cypru, a z AEL Limassol Puchar Cypru.
Po powrocie do Czechosłowacji poprowadził olimpijski zespół tego kraju do zdobycia złotego medalu na Letnich Igrzyskach Olimpijskich w Moskwie w 1980 roku. W latach 1982–1984 prowadził pierwszą reprezentację Czechosłowacji w piłce nożnej.